# المدرسة العثمانية (القدس)

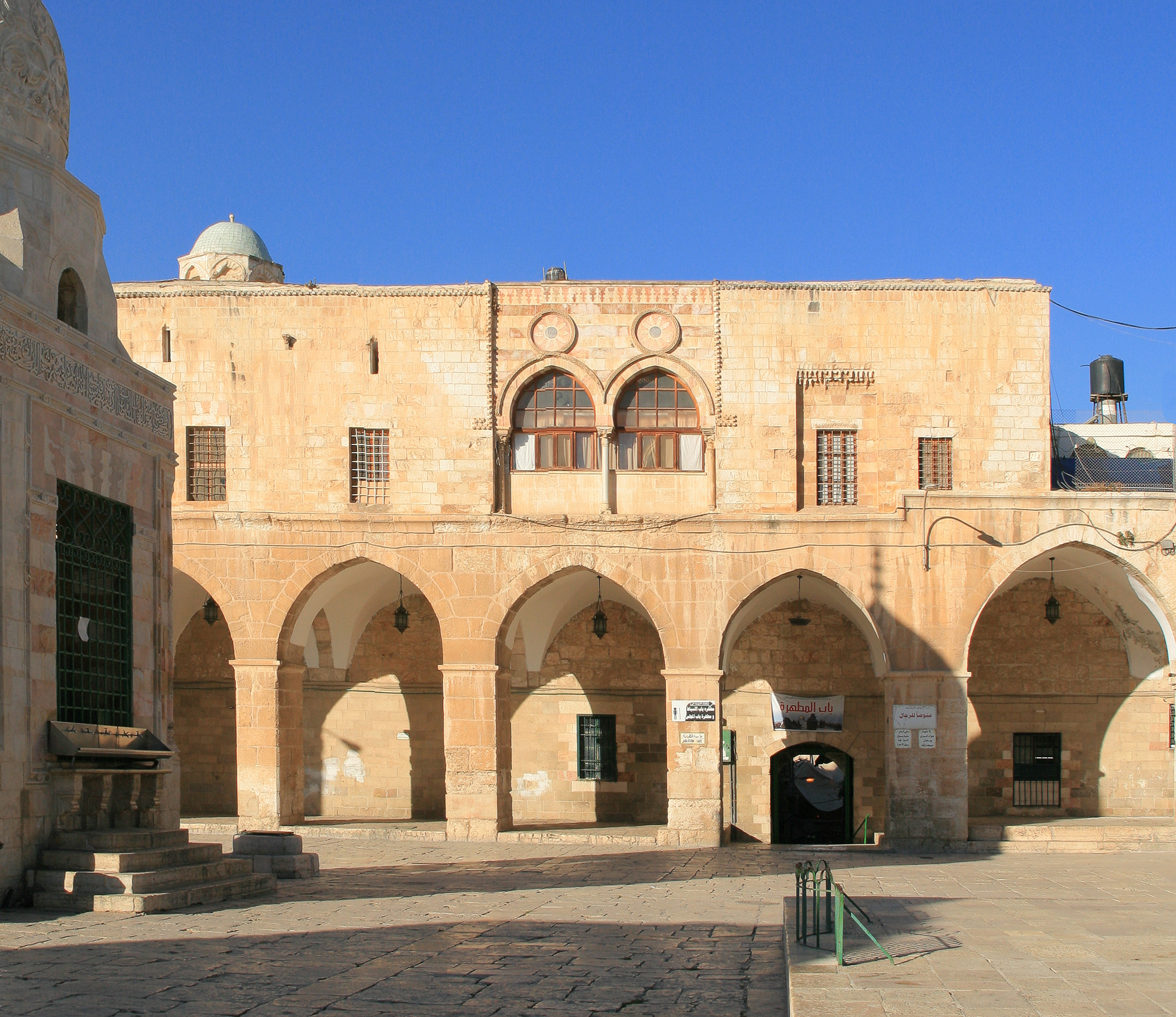
صورة للمدرسة العثمانية في مدينة القدس (فلسطين)

المدرسة العثمانية مدرسة تاريخية تقع داخل أسوار البلدة القديمة لمدينة القدس. أنشأتها الأميرة أصفهان شاه خاتون بنت محمود العثمانية سنة 1437م / 840هـ في عهد السلطان المملوكي الأشرف سيف الدين برسباي، ووقفت عليها أوقافًا عديدة.
تقع المدرسة في الجهة الغربية من المسجد الأقصى جنوب باب المطهرة، وتتكون من طابقين من البناء، وتستند في جزء منها على الرواق الغربي للمسجد الأقصى، وتضم ضريح أصفهان شاه. وقد تحولت هذه المدرسة فيما بعد إلى دار للسكن يسكنها جماعة من آل الفتياني، ثم عمرها المجلس الإسلامي الأعلى.
وقد قامت إسرائيل بعد استلاءها على القدس الشرقية في حرب 1967 بحفريات تحت هذه المدرسة مما أدى إلى تصدع مبناها ومسجدها، ثم استولت على المسجد. ومن شيوخها الإمام سراج الدين الرومي وجمال الدين الرومي.